# Josef Hitpaß
Josef Hitpaß (*  25. September 1926 in Oberhausen; †  4. Dezember 1986 in Köln) war ein deutscher Psychologe und Hochschullehrer an der Pädagogischen Hochschule Köln. Er wurde durch empirisch-psychologische Untersuchungen und Testungen mit hoher bildungspolitischer Relevanz bekannt.

## Leben und Werk
Hitpaß lehrte nach der Promotion in Psychologie an der Universität Köln seit 1962 an der Pädagogische Hochschule Rheinland, Standort Köln. Nach der Überleitung der PH 1980 gehörte er zum Institut für Erziehungswissenschaft der Universität Bonn.
Hitpaß testete 1963 in Duisburg die Schüler des 5. Volksschuljahres und stellte 4,2 % überdurchschnittlich Begabte unter ihnen fest, die auf jeden Fall geeignet gewesen wären, mindestens die Realschule zu besuchen. Das war ein Fünftel der Schüler, die eine weiterführende Schule besuchten, bedeutete also eine hohe „Begabungsreserve“. Der SPD-Schulexperte Fritz Holthoff forderte darauf, die Begabungsreserven der Arbeiterschaft stärker auszuschöpfen. Willi Eichler (SPD) und der zuständige NRW-Kultusminister Paul Mikat (CDU) stimmten ihm zu.
Im Jahr 1965 untersuchte er im Auftrag des Filmemachers Hanns Eickelkamp deutsche Jugendliche in Hinsicht auf ihre Lebenseinstellungen.
Um 1972/73 untersuchte er die politischen Einstellungen der Studenten: Trotz des Linkstrends stellte er keine besonders radikalen Haltungen fest.
In einer Untersuchung verglich Hitpaß die Schulergebnisse von 475 Abiturienten aus den neuen Gesamtschulen des Landes Nordrhein-Westfalen, an denen 1978/79 bereits das Abitur abgelegt wurde, und aus neun Gymnasien, die diesen Gesamtschulen am nächsten lagen. Dabei stellte er keine Gleichwertigkeit fest, was von der CDU und dem Philologenverband genutzt wurde, um gegen die neuen Gesamtschulen aufzurufen (nach der Kampagne vor der Landtagswahl 1980 Stop Koop). Ihm wurde eine zu geringe Vergleichsbasis vorgeworfen. In einer weiteren und breiteren Studie kam er 1984 zu ausgewogeneren Ergebnissen.

## Schriften
- Vergleichende Untersuchung über den Voraussagewert von Aufnahmeprüfung und Testprüfung zur Erfassung der Eignung für die weiterführenden Schulen, Dissertation, Köln 1961
- Begabungsreserve 1963. In: Pädagogische Rundschau 17, 1963, S. 1023–1040.
- Die Wirkungen des Films 'Kolberg' heute, 1965
- Das Studien- und Berufsschicksal von Volksschullehrern, Bertelsmann, Bielefeld 1970
- Bildungsboom. Prognosen, Projektionen, Pläne bis 2000, Bertelsmann, Bielefeld 1970
- Radikale Minderheit – Schweigende Mehrheit. Zur Verhaltensgestalt studentischer Jugend, Texte Thesen, 44, Fromm, Osnabrück 1974, ISBN 978-3-7729-5044-5.
- Dreigliedriges Schulsystem oder Gesamtschule? Ein Leistungsvergleich ihrer Abiturienten, Bonn aktuell, 1979, ISBN 3-87959-130-X.
- Deutschlands Bildungswesen. - Die Folgen der Reform. Walter-Raymond-Stiftung, Kleine Reihe (Heft 24), Köln 1981, ISBN 978-3-7616-0603-2.
- Über die Vergleichbarkeit und Gleichrangigkeit der an Gesamtschule und Gymnasium erworbenen allgemeinen Hochschulreife, Opladen 1984, ISBN 978-3-531-03182-8.
- Reformoberstufe - besser als ihr Ruf ?, Academia, Richarz, Sankt Augustin 1986, ISBN 3-88345-653-5.
- Studien- und Berufserfolg von Hochschulabsolventen mit unterschiedlichen Studieneingangsvoraussetzungen (Forschungsberichte des Landes Nordrhein-Westfalen, 3183), 1984, ISBN 978-3-531-03183-5.
- Nordrhein-Westfälische Initiativen für Chancengleichheit im Bildungswesen im Spiegel empirischer Forschung, 1987,  ISBN 978-3-531-03217-7.[4]

## Einzelbelege
1. ↑  Menschen von Morgen. In: Der Spiegel. 16. November 1965, ISSN 2195-1349 (spiegel.de [abgerufen am 28. Dezember 2022]).
2. ↑  Vaterlandslose Gesellen. In: Der Spiegel. 4. August 1974, ISSN 2195-1349 (spiegel.de [abgerufen am 28. Dezember 2022]).
3. ↑  Sind unsere Abiturienten heute dümmer? In: Die Zeit. März 1980, abgerufen am 28. Dezember 2022.
4. ↑  Josef Hitpass, Rita Ohlsson, Elisabeth Thomas: Einführung und Problemstellung. In: Nordrhein-Westfälische Initiativen für Chancengleichheit im Bildungswesen im Spiegel empirischer Forschung. VS Verlag für Sozialwissenschaften, Wiesbaden 1987, ISBN 3-531-03217-8, S. 11–17, doi:10.1007/978-3-322-87648-5_1.
5. ↑  Ungleiche Bildungschancen, Begabung und Auslese Die Entdeckung der sozialen Ungleichheit in der bundesdeutschen Bildungspolitik und die Konjunktur des »dynamischen Begabungsbegriffs« (1950 bis 1980). (PDF) 2014, abgerufen am 27. Dezember 2022.

| Personendaten    | Personendaten                      |
| ---------------- | ---------------------------------- |
| NAME             | Hitpaß, Josef                      |
| ALTERNATIVNAMEN  | Hitpass, Joseph                    |
| KURZBESCHREIBUNG | deutscher Pädagogischer Psychologe |
| GEBURTSDATUM     | 25. September 1926                 |
| GEBURTSORT       | Oberhausen                         |
| STERBEDATUM      | 4. Dezember 1986                   |
| STERBEORT        | Köln                               |